# Люмату (Урвасте)
Люмату (ест. Lümatu), місцева вимова Люмятю (ест. Lümätü) — село в Естонії, входить до складу волості Урвасте, повіту Вирумаа.